# Beilouguet Litame
Beilouguet Litame (ou Beilguet Litama, en arabe : بيلكت ليتام) est une commune rurale du sud de la Mauritanie, située dans le département de Maghama de la région de Gorgol.

## Géographie
La commune de Beilouguet Litame est située au sud dans la région de Gorgol et elle s'étend sur 808 km2.
Elle est délimitée au nord-ouest par la commune de Toufoundé Civé, à l’est par les communes de Foum Gleita et Edbaye Ehl Guelaye, au sud par les communes de Vréa Litama, Maghama, Daw et Dolol Civé.

## Histoire
Beilouguet Litame a été érigée en commune par l'ordonnance du 20 octobre 1987 instituant les communes de Mauritanie.

## Démographie
Lors du Recensement général de la population et de l'habitat (RGPH) de 2000, Beilouguet Litame comptait 2 366 habitants.
Lors du RGPH de 2013, la commune en comptait 4 152, soit une croissance annuelle de 4,6 % sur 13 ans.

## Économie
L'agriculture est au centre de l'économie de Beilouguet Litame, comme quasiment toutes les communes de la région. Mais cette économie est fragile car elle rencontre des obstacles à son développement, notamment les conditions climatiques ou le manque de moyens des agriculteurs. Pour faire face à ces obstacles, l'état ou différentes ONG financent des projets qui améliorent les conditions de vie des habitants.

## Éducation
Beilouguet Litame possède un collège qui a été l'objet d'un projet d'aménagement en 2018,. L'aménagement du collège a été financé à hauteur de 78 761 euros par le gouvernement du Japon pour offrir de meilleures conditions d’études à environ 400 élèves inscrits dans ce collège et pouvoir contribuer à la reprise des cours dans un meilleur environnement après une longue fermeture causée par le Covid-19.